# Corleone (film)
Pour les articles homonymes, voir Corleone (homonymie).
Pour plus de détails, voir Fiche technique et Distribution.
Corleone est un film italien réalisé par Pasquale Squitieri, sorti en 1978.

## Fiche technique
- Titre : Corleone
- Réalisation : Pasquale Squitieri
- Scénario : Pasquale Squitieri, Dino Maiuri, Massimo De Rita et Orazio Barrese d'après le roman de ce dernier
- Photographie : Eugenio Bentivoglio
- Montage : Mauro Bonanni (it)
- Musique : Ennio Morricone
- Production : Mario Cecchi Gori
- Pays d'origine : Italie
- Format : Couleurs - 1,66:1 - Mono
- Genre : thriller
- Date de sortie : 1978

## Distribution
- Giuliano Gemma : Vito Gargano
- Claudia Cardinale : Rosa Accordino
- Francisco Rabal : Don Giusto Provenzano
- Stefano Satta Flores : Avvocato Natale Calia
- Michele Placido : Michele Labruzzo
- Tony Kendall : Salvatore Sperlazzo